# Vintertjärnen (Ljusdals socken, Hälsingland, 689612-151319)
Vintertjärnen är en sjö i Ljusdals kommun i Hälsingland och ingår i Delångersåns huvudavrinningsområde.